# Xplore
Xplore是一個智能手機品牌，由香港權智掌上電腦有限公司(GSPDA) 開發，在2001年推出。2002年生產出首部以Linux系統操作的掌上電腦。2003年推出使用Palm OS操作系統的智能手機，體積較同類產品細小。功能包括話音電話、電子郵件、文字短信、傳真、網頁瀏覽及WAP等。部份型號內置藍芽、數碼相機及錄音等功能，主要在亞太區如中國、香港、台灣、泰國、新加坡、馬來西亞、中東及法國等地銷售。

## 產品
- Xplore M70
- Xplore M68
- Xplore M98
- Xplore M28
- Xplore G88
- Xplore G18

## 外部連結
- GSL Xplore （页面存档备份，存于）